# 3D报纸
3D报纸（英文：3D Newspaper）是指报纸上的图像通过处理，读者在佩戴3D眼镜后，图像会呈现三维立体效果的报纸。

## 现状
2010年3月9日，比利时的《最后一点钟报》发行了世界上首份3D报纸。 
2010年4月16日，中国湖北省十堰市的《十堰晚报》发行了中国的第一份3D报纸。

## 参看
- 3D电影